# Stazione di Solna
La stazione di Solna è una stazione del servizio ferroviario suburbano di Stoccolma (Stockholms pendeltåg).

## Caratteristiche
È situata sul territorio del comune di Solna, a circa 5,1 km a nord della stazione di Stoccolma Centrale. Adiacente alla stazione è presente anche una fermata (aperta nel 2014 ed anch'essa denominata Solna station) della linea metrotranviaria Tvärbanan, oltre ad alcune fermate degli autobus.
La prima stazione aprì i battenti nel 1895, ma fu spostata di 100 metri nel 1903 e poi spostata nuovamente nel 1911 quando fu completato il tunnel attraverso la collina Hagalundsberget. Nel 1955 il nome della stazione venne modificato da "Hagalund" a "Solna".
La stazione è composta da una piattaforma centrale con due uscite, una meridionale e una settentrionale: quest'ultima, che serve il Mall of Scandinavia e la Friends Arena, venne aperta il 9 ottobre 2013 in vista della partita di calcio tra le nazionali di Svezia e Austria.
A partire dal 2 marzo 2020 la compagnia MTRX iniziò a far circolare, anche se solo per poche partenze al giorno, treni a lunga percorrenza da Solna via Stoccolma fino a Göteborg. L'anno successivo anche l'azienda pubblica SJ cominciò ad effettuare partenze occasionali con treni X 2000 tra Solna e Göteborg.

## Galleria d'immagini

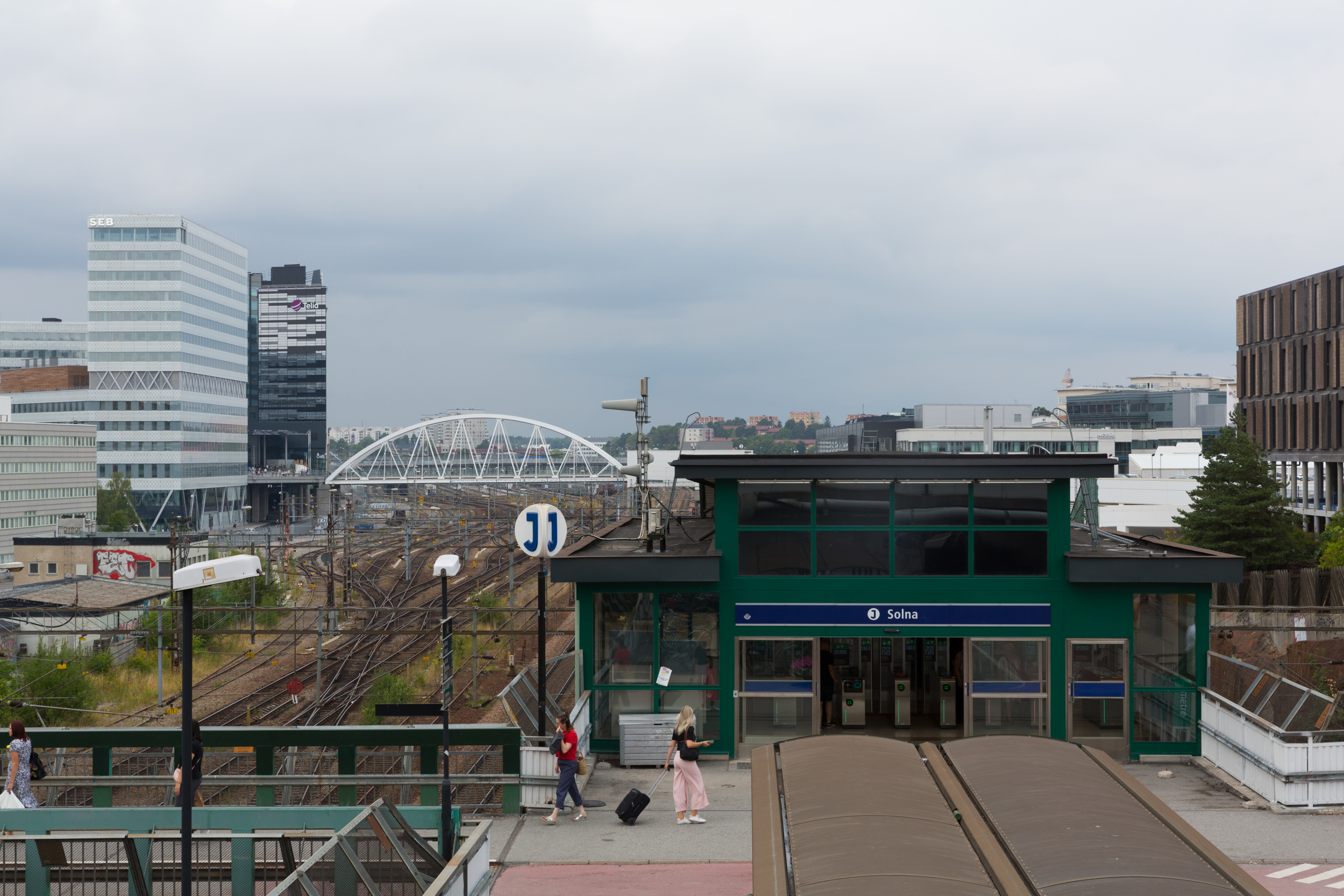
La stazione vista dalla strada Frösundaleden
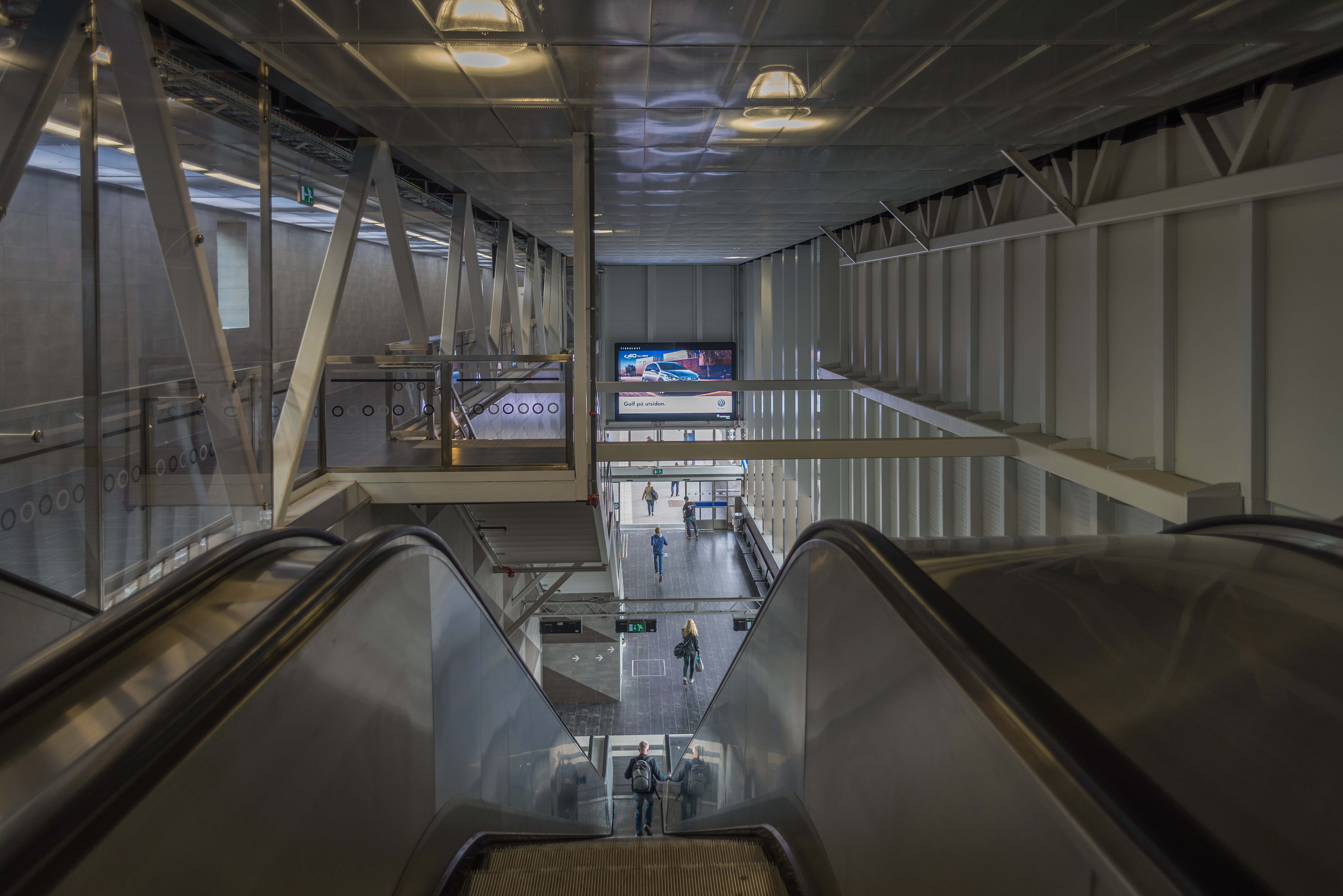
Vista dall'uscita lato nord
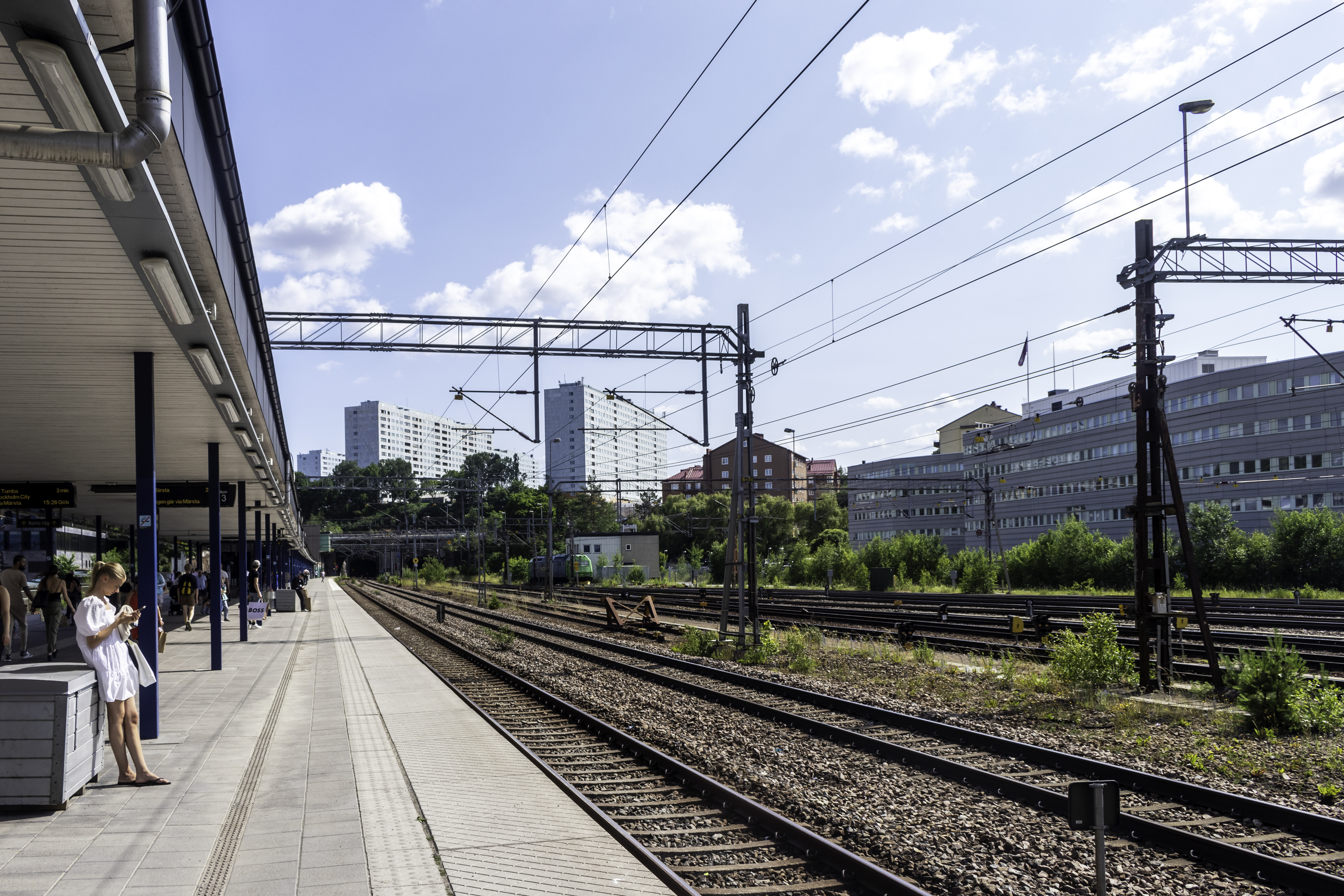
Vista della stazione in direzione sud